# Laodika I
Laodika I (gr. Λαοδίκη, Laodíkē) (zm. po 242 p.n.e.) – córka Achajosa Starszego z dynastii Seleucydów, brata Antiocha I Sotera, pierwsza żona brata stryjecznego Antiocha II Theosa, króla państwa Seleucydów, syna Antiocha I Sotera.
W czasie II wojny syryjskiej (258–248 p.n.e.) jej mąż Antioch II Theos, jako sprzymierzeniec Macedonii walczył przeciwko Egiptowi. W wyniku tej wojny Antioch II zawarł porozumienie z królem Egiptu Ptolemeuszem II Filadelfem w r. 250 p.n.e. Miał się wyprzeć żony Laodiki I i wspólnych z nią dzieci, a poślubić jego córkę Berenikę oraz zdeklarować się uczynić przyszłego ich syna swoim spadkobiercą na tronie syryjskim.
Na podstawie Euzebiusza z Cezarei Laodika była córką Achajosa, prawdopodobnie także ojca Antiochis, matki Attalosa I Sotera, króla Pergamonu. Kiedy Ptolemeusz II Filadelfos zmarł w 246 p.n.e., Antioch II Theos przyjął z powrotem Laodikę I, ale zmarł niedługo od tego czasu (mówi się o niej, że otruła męża). Laodika argumentowała, że jej najstarszy syn Seleukos został uczyniony spadkobiercą tronu syryjskiego przez Antiocha II na łożu śmierci. Potem kazała synowi zamordować macochę Berenikę i jej syna Antiocha, a swego brata przyrodniego, mającego mniej niż cztery lata. To wydarzenie spowodowało wybuch III wojny syryjskiej (246-239 p.n.e.) (znanej także, jako wojna laodycejska) między niedawno ukoronowanym Seleukosem II Kallinikosem a królem Egiptu Ptolemeuszem III Euergetesem, bratem Bereniki.
W czasie tej wojny Laodika postanowiła zapewne przejąć kontrolę nad państwem Seleucydów poprzez naleganie na syna Seleukosa II, by uczynił młodszego brata Antiocha Hieraksa współwładcą i dał mu w posiadanie seleukidzkie terytorium w Anatolii. W r. 241 p.n.e. Antioch wykorzystując okazję natychmiast ogłosił niezależność i zaczął wojnę o całą władzę ze swym bratem. Ta wojna domowa, tzw. braterska, bardzo poważnie osłabiła państwo Seleucydów.
Nie ma żadnej informacji, co do śmierci Laodiki I. Wydaje się, że zmarła po 242 r., a przed r. 236 p.n.e.
Z mężem Antiochem II Theosem miała oprócz dwóch synów, Seleukosa II Kallinikosa i Antiocha Hieraksa, jeszcze trzy córki: Apamę, Stratonikę oraz Laodikę.